# Cementiri d'Olius
Cementiri d'Olius és el cementiri de la parròquia d'Olius, al Solsonès, dissenyat per Bernadí Martorell. És un monument protegit i inventariat dins el Patrimoni Arquitectònic Català
Es troba al nucli d'Olius, on s'hi va des del punt quilomètric 109,7 de la carretera C-26 (de Solsona a Berga). Està ben senyalitzat.

## Descripció
Cementiri construït l'any 1916 aprofitant unes grans roques, que és on hi ha les tombes. La façana és de pedra picada, formant un arc en punta, al centre del qual hi ha una creu de pedra. La porta és de ferro forjat. A l'interior hi ha una petita capella, feta també de pedra picada i repartides per diversos punts, creus i escultures de pedra del més pur estil gaudinià. Les tombes estan excavades a la mateixa roca.

## Notícies històriques
A l'arquitecte Martorell li vingué la idea de construir aquest cementiri quan veié les pedres des del pla de davant de l'església de Sant Esteve, tot prenent mides per construir el cementiri que li havia estat encomanat.